# Chiroxiphia
Chiroxiphia là một chi chim trong họ Pipridae.

## Hình ảnh

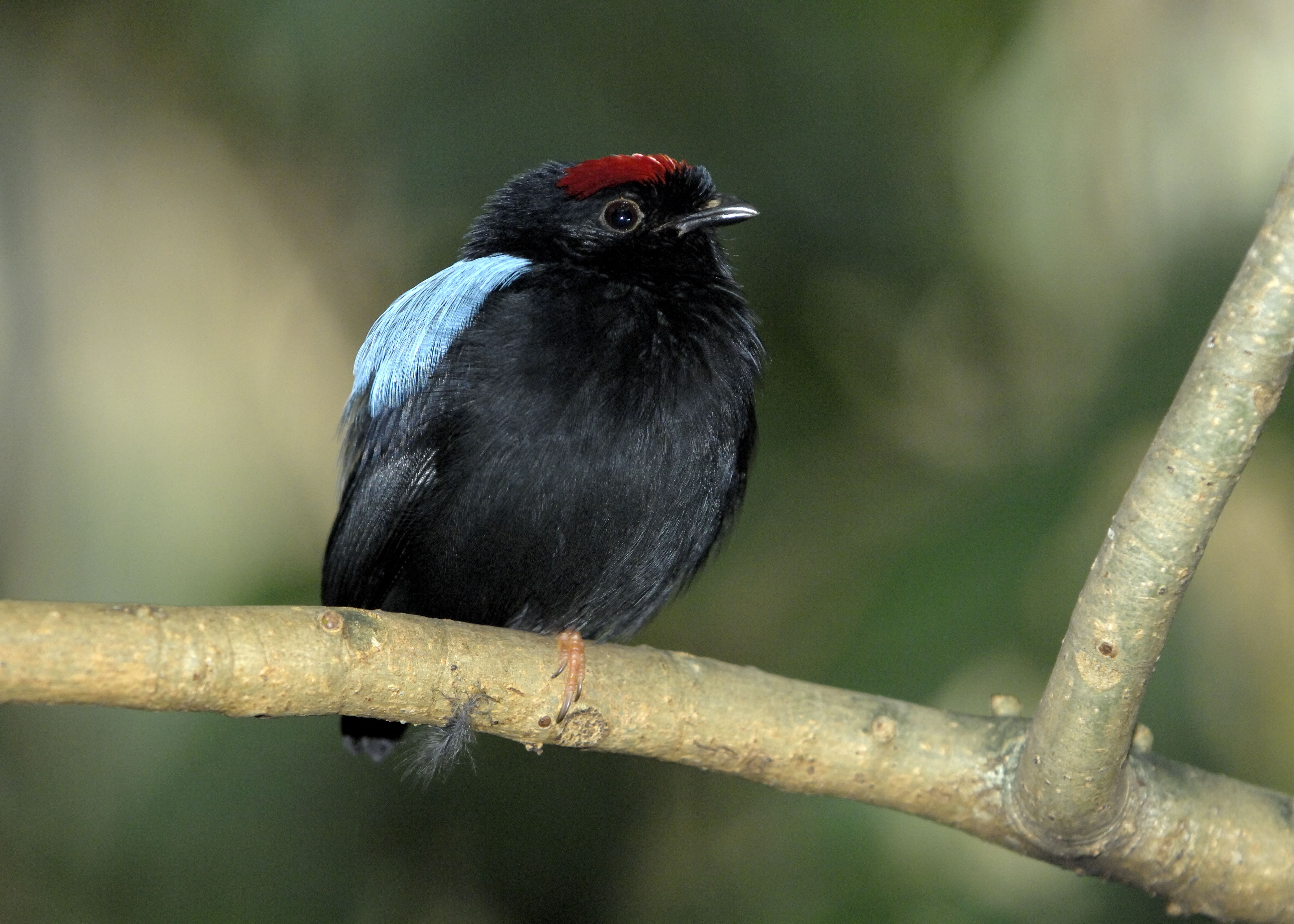
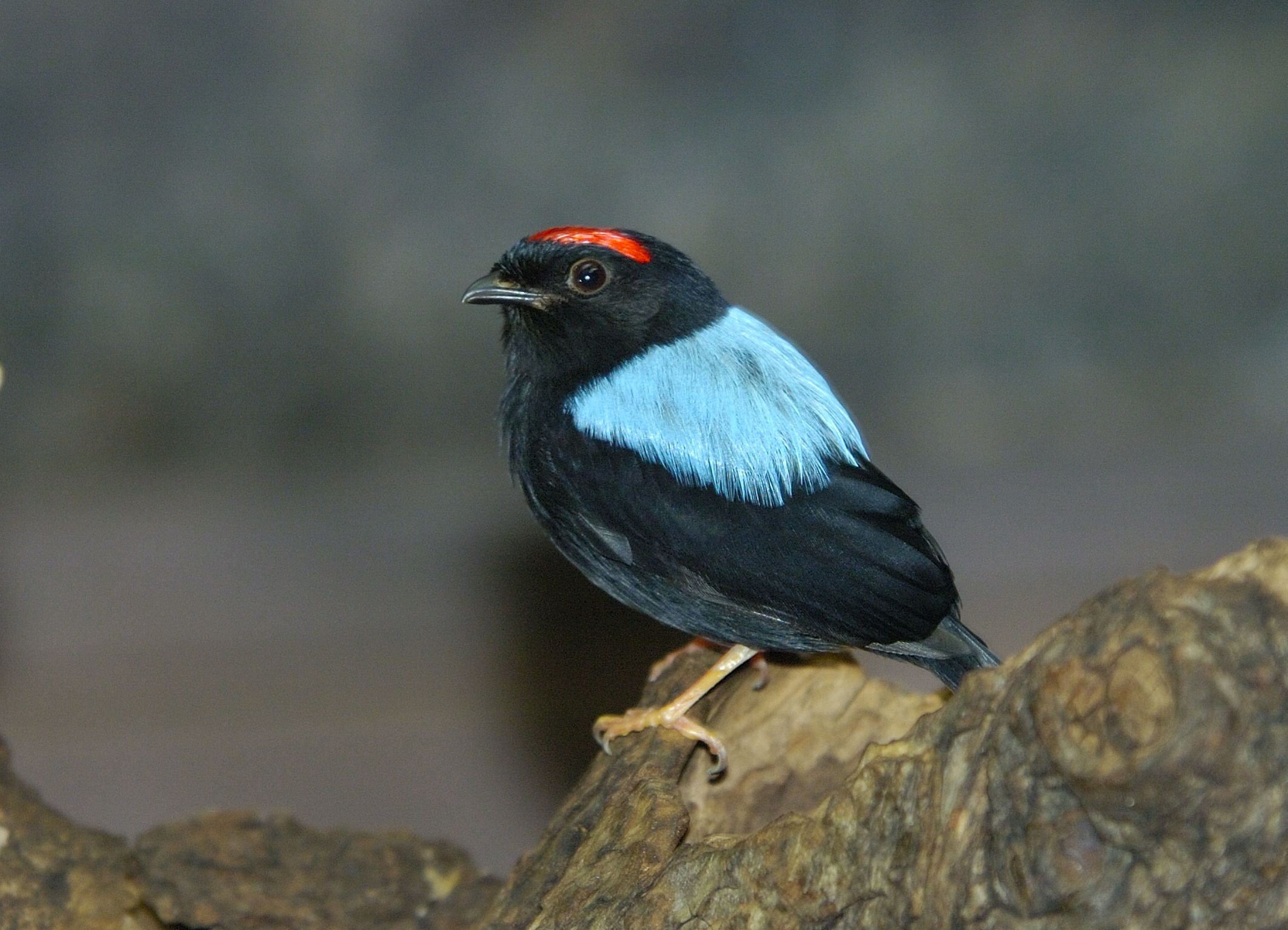
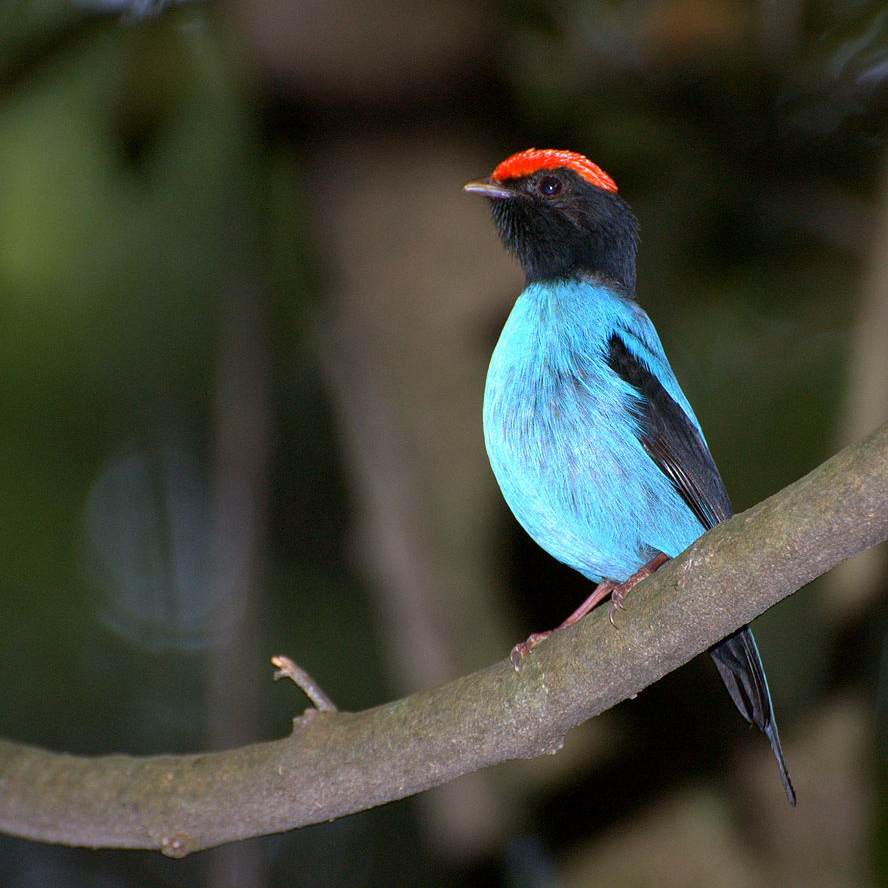

## Các loài
- Chiroxiphia linearis.
- Chiroxiphia lanceolata.
- Chiroxiphia pareola.
- Chiroxiphia boliviana.
- Chiroxiphia caudata.